# باول فايفر
باول فايفر (بالإنجليزية: Paul Pfeifer)‏ هو محامي وقاضي وسياسي أمريكي، ولد في 15 أكتوبر 1942 في بوسايروس في الولايات المتحدة. حزبياً، نشط في الحزب الجمهوري. وقد انتخب عضو مجلس نواب أوهايو.